# Bandello Bandelli
Bandello Bandelli (Lucca, c. 1350 - Constanza, 1417) fue un eclesiástico italiano. 
Perteneciente a una familia del patriciado de la República de Lucca y doctorado en derecho civil y canónico, era colector apostólico en la Toscana y el Ducado de Spoleto cuando en 1388 el papa Urbano VI le nombró obispo de Città di Castello. En 1407, ya en tiempos de Gregorio XII fue promovido a la diócesis de Rimini, y al año siguiente fue creado cardenal de Santa Balbina, en cuya dignidad ofició como legado en Venecia y la Romaña. 
Falleció en 1417 mientras asistía al Concilio de Constanza poco después de la elección de Martín V.